# Песни Мальдорора
«Песни Мальдорора» (фр. Les Chants de Maldoror, 1869) — произведение французского писателя Лотреамона, написанное в форме поэмы в прозе. Включает шесть песен, главным героем которых является цинично настроенное демоническое существо, ненавидящее Демиурга и человечество. «Песни Мальдорора» высоко оценивались известными сюрреалистами начала XX века.
«Песнь первая» без указания имени автора была выпущена отдельной книгой в августе 1868 года парижским издателем Балиту. Осенью Лотреамон отправляет отредактированный вариант на литературный конкурс в Бордо, и в январе 1869 года она появляется в молодёжном сборнике «Ароматы души».

## История издания
Весной 1869 года Лотреамон провёл переговоры с бельгийским издателем Альбером Лакруа, который затем после прочтения произведения приказал немедленно задержать отпечатанный летом 1869 года тираж книги. В октябре произведение попало под запрет во Франции, будучи включённым в «Ежеквартальный бюллетень публикаций, вышедших за границей и запрещенных во Франции».
После смерти Лотреамона Альбер Лакруа продал права на текст брюссельскому издателю Жан-Батисту Розе. В 1874 году тот выпустил книгу, не вызвавшую читательского интереса, однако в середине 80-х годов она привлекла внимание членов литературной группы «Молодая Бельгия» (La jeune Belgique), в которую входили Макс Валлер, Иван Жилькен, Альбер Жиро, Эмиль Верхарн и др. Участники группы затем отправили книгу во Францию, где впоследствии в 1920 году «Песни» были переизданы с предисловием Реми де Гурмона. Благодаря усилиям ряда французских писателей произведение получает широкую известность.
Полный перевод на русский язык был выполнен Н. Мавлевич в 1993 году. Известны также переводы фрагментов «Песен» В. Козового и Н. Стрижевской.

## Издания на русском языке
- Поэзия французского символизма. Лотреамон. Песни Мальдорора / Составление, общая редакция и вступительная статья Г. К. Косикова, М., Изд-во МГУ, 1993, Перевод Н. Мавлевич, ISBN 5-211-01758-7
- Лотреамон. Песни Мальдорора. Стихотворения. Лотреамон после Лотреамона / Составление, общая редакция и вступительная статья Г. К. Косикова, М., Ad Marginem, 1998, Перевод Н. Мавлевич, ISBN 5-88059-034-8
- Лотреамон, Песни Мальдорора, М., Клуб провокаторов, 2012, Перевод Н. Мавлевич, ISBN 978-5-9903349-1-5
- Лотреамон, Песни Мальдорора, АСТ, 2014, Перевод Н. Мавлевич, ISBN 978-5-17-087265-7